# São José do Sul
São José do Sul é um município brasileiro do estado do Rio Grande do Sul. 
Sua população estimada em 2010 era de 2.082 habitantes.